# Gitara barytonowa
Gitara barytonowa – odmiana standardowej gitary, o wydłużonej menzurze, która pozwala na niższe strojenie. Jako pierwsza gitarę barytonową przedstawiła w końcu lat 50. XX w. The Danelectro Company. Nie była ona jednak początkowo popularna, zarówno wśród muzyków, jak i słuchaczy. Mimo to, instrument zaczął pojawiać się w muzyce surf oraz jako tło w wielu ścieżkach filmowych. Można też go usłyszeć w nagraniach muzyków country (Merle Haggard, Johnny Cash, Dwight Yoakam, George Jones, Willie Nelson), często dublującego partię kontrabasu. Na gitarze barytonowej zostały zagrane otwierające takty piosenki "Woman from Liberia" folk-popowego piosenkarza Jimmiego Rodgersa. W ostatnim czasie używali jej Stevie Ray Vaughan i Barenaked Ladies.
Standardowe strojenie normalnej gitary to EADGBE. Gitarę barytonową stroi się zazwyczaj o kwintę niżej (ADGCEA), kwartę niżej (BEADF#B) lub o oktawę niżej (EADGBE). Gretsch, Fender, Jerry Jones i inne firmy produkowały gitary barytonowe, aczkolwiek w mniejszych ilościach, z powodu niskiego zainteresowania.
Gitary barytonowe mają korpus wielkości zwykłej gitary, lecz dłuższą menzurę, która pozwala na niższe strojenie bez zbyt drastycznego zmieniania naprężenia. Menzura zwykłej gitary wynosi od 24.75" do 25.6", a grubość sześciu strun waha się standardowo od .010"-.047" do .013"-.0.56". Parametry te dla gitary barytonowej wynoszą odpowiednio 27"-30" oraz między .016"-.070" a .017"-.080"